# Eau de Villée
 (août 2022).
Si vous disposez d'ouvrages ou d'articles de référence ou si vous connaissez des sites web de qualité traitant du thème abordé ici, merci de compléter l'article en donnant les références utiles à sa vérifiabilité et en les liant à la section « Notes et références ».
L' Eau de Villée est une boisson alcoolisée au goût de citron. Elle est fabriquée à Ragnies (Thuin) par la distillerie de Biercée. 

## Nom
L'Eau de Villée doit son nom au ruisseau de Villée qui coule à proximité de l'ancienne distillerie à Biercée. Ce ruisseau est un affluent de la Sambre.

## Description
C'est une liqueur titrant 40 % en volume d'alcool devant être bue très fraiche. La conservation de la bouteille peut se faire à une température de - 20 °C.
Outre le citron de Murcie, quatre autres fruits fermentés ou macérés entrent dans la composition. 10 kg de fruits sont nécessaires pour l'élaboration d'une bouteille de 70 cl.

## Distillerie
La distillerie achète chaque année 400 tonnes de fruits frais, des pommes du Pays de Herve, des citrons de Murcie, des mirabelles de Lorraine. La distillerie fabrique d'autres boissons alcoolisées.